# Robert König (Mathematiker)

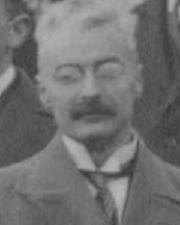
Robert König, 1930 in Jena

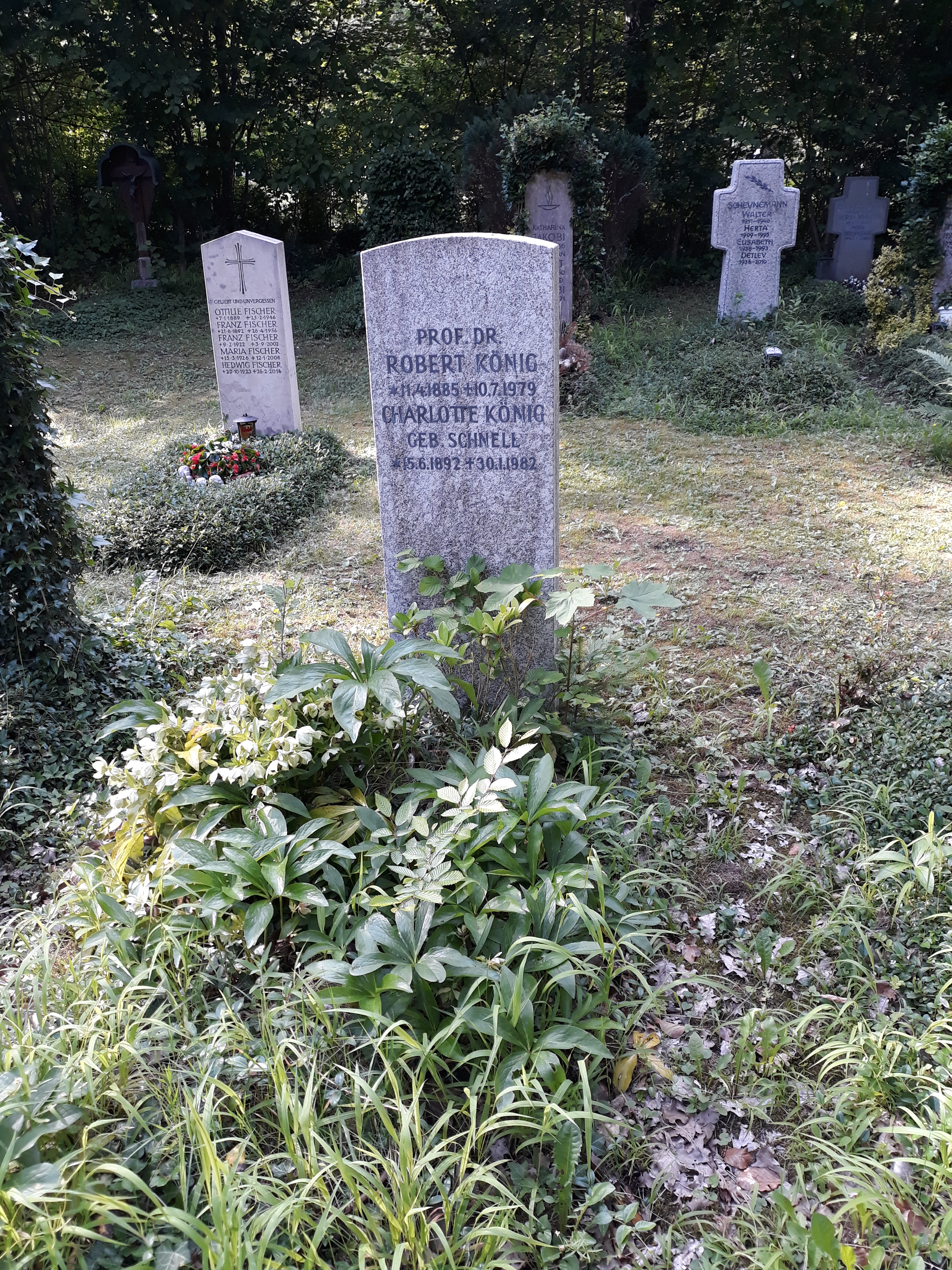
Das Grab von Robert König und seiner Ehefrau Charlotte geborene Schnell auf dem Waldfriedhof (München)

Robert Johann Maria König (* 11. April 1885 in Linz, Oberösterreich; † 9. Juli 1979 in München) war ein österreichischer Mathematiker.
Er studierte von 1903 bis 1907 in Wien und Göttingen, wo er mit der von David Hilbert angeregten Arbeit Oszillationseigenschaften der Eigenfunktionen der Integralgleichung mit definitem Kern und das Jacobische Kriterium der Variationsrechnung zum Dr. phil. promoviert wurde. 1911 habilitierte er sich an der Universität Leipzig mit der Schrift Konforme Abbildung der Oberfläche einer räumlichen Ecke.
Er arbeitete zunächst in Leipzig als Assistent und Privatdozent. 1914 wurde er als a.o. Professor an die Universität Tübingen berufen, wo er 1921 zum persönlichen Ordinarius ernannt wurde. Im Ersten Weltkrieg war er von 1916 bis 1918 im Stellvertretenden Großen Generalstab in Berlin. Nachdem er von 1919 bis 1921 drei Rufe abgelehnt hatte, folgte er 1922 einem Ruf als ordentlicher Professor an die Universität Münster als Nachfolger von Leon Lichtenstein. Von 1922 bis 1926 war Maximilian Krafft sein Assistent. 1927 wurde König als ordentlicher Professor und Institutsdirektor an die Universität Jena berufen, wo er Paul Koebe ablöste. Von 1934 bis 1943 vertrat er mit Friedrich Karl Schmidt die reine Mathematik in Jena. 1934 hatte ihn die Sächsische Akademie der Wissenschaften in Leipzig zu ihrem ordentlichen Mitglied ernannt.
Da beide dem Nationalsozialismus ablehnend gegenüberstanden, wurden sie bei der Berufung eines neuen zuverlässigen Kollegen in heftige Auseinandersetzungen verwickelt. Nach Kriegsende ging er nach München.
An der Ludwig-Maximilians-Universität München vertrat er von 1947 bis 1950 zunächst Constantin Carathéodory und Eberhard Hopf und war von 1950 bis 1955 ordentlicher Professor. 1953 wurde er zum ordentlichen Mitglied der Bayerischen Akademie der Wissenschaften ernannt.
Zu seinen Doktoranden gehört Karl-Heinrich Weise, mit dem er auch 1951 ein Buch über Kartographie schrieb.